# Teza Edmondsa
Teza Edmondsa, znana również jako teza Cobhama-Edmondsa (od Alana Cobhama i Jacka Edmondsa), stwierdza, że dany problem obliczeniowy jest praktycznie obliczalny przez jakieś urządzenie obliczeniowe wtedy i tylko wtedy, gdy istnieje algorytm obliczający go w czasie wielomianowym; to znaczy, gdy problem ten leży w zasięgu klasy złożoności P. 
Formalnie, powiedzieć, że problem można rozwiązać w czasie wielomianowym znaczy, że istnieje algorytm, który, przyjmując n-bitową instancję problemu na wejściu, zwraca rozwiązanie w czasie O(nc), gdzie c jest stałą, zależną od typu problemu (ale nie od jego konkretnej instancji). 
Jack Edmonds był jednym z twórców dziedziny optymalizacji kombinatorycznej. Jego artykuł z 1965 roku zatytułowany "Paths, trees, and flowers" był jednym z pierwszych dokumentów sugerujących możliwość ustanowienia matematycznej teorii efektywnych algorytmów kombinatorycznych. W artykule tym Edmonds postawił również tezę, jakoby klasa złożoności P stanowiła dobrą reprezentację zbioru problemów praktycznie obliczalnych.